# Yamagata (Gifu)

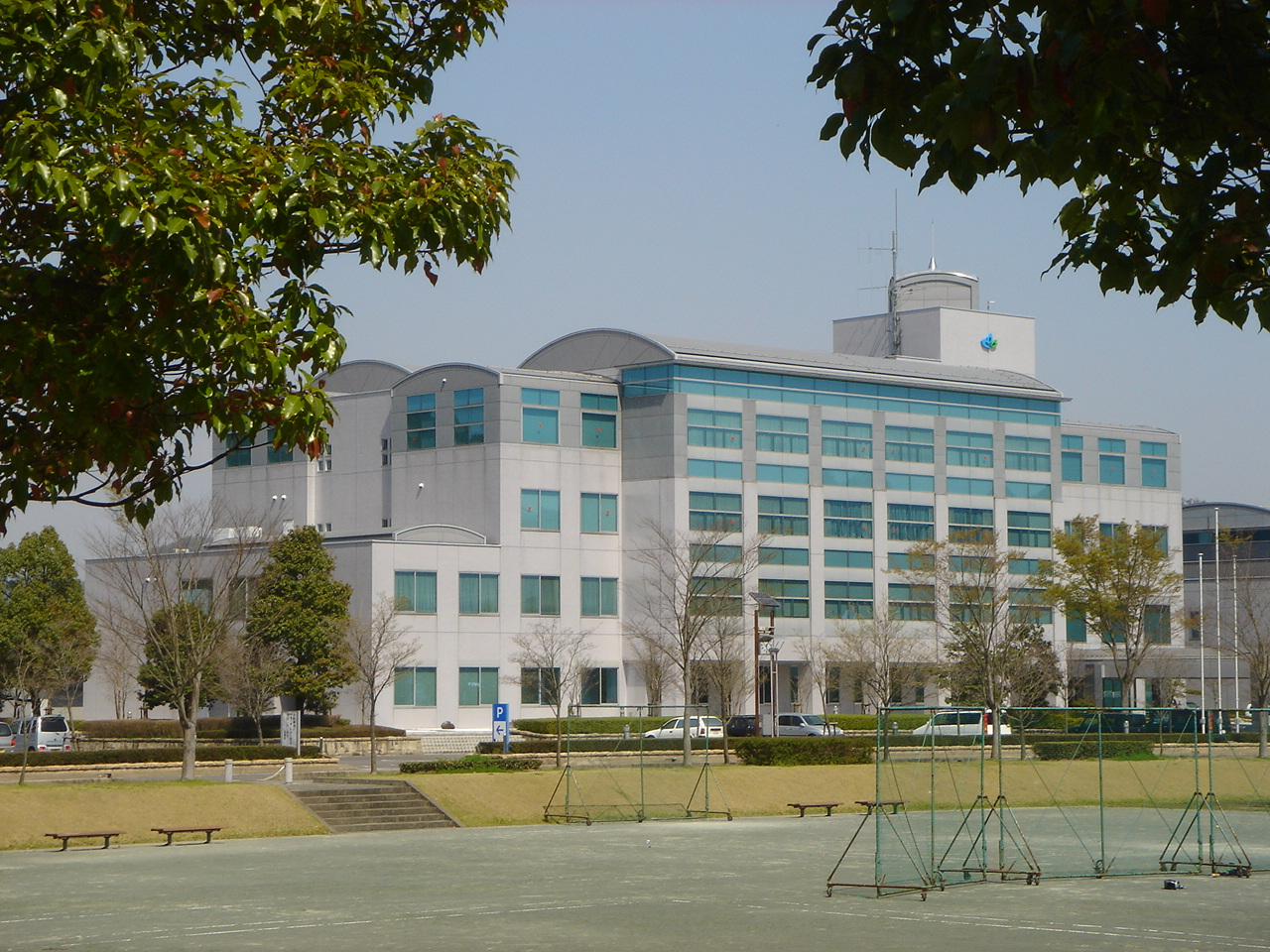
Het stadhuis van Yamagata

Yamagata (Japans: 山県市, Yamagata-shi) is een stad in de prefectuur Gifu op het eiland Honshu in Japan. De stad heeft een oppervlakte van 222,04 km² en eind 2008 bijna 30.000 inwoners.

## Geschiedenis
De stad (shi) Yamagata ontstond op 1 april 2003 na de fusie van het dorp Ijira (伊自良村, Ijira-mura) en de gemeenten Miyama (美山町, Miyama-chō) en Takatomi (高富町, Takatomi-chō) van het District Yamagata. Het District Yamagata hield op te bestaan na deze fusie.

## Verkeer
Yamagata ligt aan de Tōkai-Kanjō-autosnelweg (tolweg) en aan de autowegen 256 en 418.

## Geboren in Yamagta
- Akechi Mitsuhide - (明智 光秀, Akechi Mitsuhide), samurai uit de 16e eeuw.
- Mikao Usui (臼井甕男, Usui Mikao), grondlegger van reiki

## Aangrenzende steden
- Gifu
- Motosu
- Seki